# Wroughtonia spinator
Wroughtonia spinator är en stekelart som först beskrevs av Amédée Louis Michel Lepeletier 1825.  Wroughtonia spinator ingår i släktet Wroughtonia och familjen bracksteklar. Arten är reproducerande i Sverige. Inga underarter finns listade i Catalogue of Life.